# بنفشه سه‌رنگ
بنفشه سه‌رنگ (نام علمی: Viola tricolor) نام یک گونه از سرده بنفشه است. فرم‌های اصلاح شده این گونه امروزه در بیشتر نقاط ایران در باغچه‌ها کاشته می‌شود.